# Dysdera kulczynskii
Dysdera kulczynskii este o specie de păianjeni din genul Dysdera, familia Dysderidae, descrisă de Simon, 1914. Conform Catalogue of Life specia Dysdera kulczynskii nu are subspecii cunoscute.